# Shahra Razavi
 (octobre 2021).
La mise en forme du texte ne suit pas les recommandations de Wikipédia : il faut le « wikifier ».
Les points d'amélioration suivants sont les cas les plus fréquents :
- Les titres sont pré-formatés par le logiciel. Ils ne sont ni en capitales, ni en gras.
- Le texte ne doit pas être écrit en capitales (les noms de famille non plus), ni en gras, ni en italique, ni en « petit »…
- Le gras n'est utilisé que pour surligner le titre de l'article dans l'introduction, une seule fois.
- L'italique est rarement utilisé : mots en langue étrangère, titres d'œuvres, noms de bateaux, etc.
- Les citations ne sont pas en italique mais en corps de texte normal. Elles sont entourées par des guillemets français : « et ».
- Les listes à puces sont à éviter, des paragraphes rédigés étant largement préférés. Les tableaux sont à réserver à la présentation de données structurées (résultats, etc.).
- Les appels de note de bas de page (petits chiffres en exposant, introduits par l'outil «  Source ») sont à placer entre la fin de phrase et le point final[comme ça].
- Les liens internes (vers d'autres articles de Wikipédia) sont à choisir avec parcimonie. Créez des liens vers des articles approfondissant le sujet. Les termes génériques sans rapport avec le sujet sont à éviter, ainsi que les répétitions de liens vers un même terme.
- Les liens externes sont à placer uniquement dans une section « Liens externes », à la fin de l'article. Ces liens sont à choisir avec parcimonie suivant les règles définies. Si un lien sert de source à l'article, son insertion dans le texte est à faire par les notes de bas de page.
- La présentation des références doit suivre les conventions bibliographiques. Il est recommandé d'utiliser les modèles {{Ouvrage}}, {{Chapitre}}, {{Article}}, {{Lien web}} et/ou {{Bibliographie}}. Le mode d'édition visuel peut mettre en forme automatiquement les références.
- Insérer une infobox (cadre d'informations à droite) n'est pas obligatoire pour parachever la mise en page.

Pour une aide détaillée, merci de consulter Aide:Wikification.
Si vous pensez que ces points ont été résolus, vous pouvez retirer ce bandeau et améliorer la mise en forme d'un autre article.
 (novembre 2021).
Pour les articles homonymes, voir Razavi.
Shahra Razavi (Shahrashoub Razavi) est une scientifique d'origine iranienne et une haute fonctionnaire des Nations unies spécialisée dans le genre et le développement social. Diplômée de la London School of Economics et de l'Université d'Oxford, elle est actuellement directrice du département de la protection sociale de l'Organisation internationale du travail à Genève, en Suisse.

## Biographie
Razavi a obtenu une licence en sciences de la London School of Economics, puis une maîtrise et un doctorat en philosophie au St Anthony's College de l'Université d'Oxford,.
De 1993 à 2013, Razavi a été coordonnatrice de recherche à l'Institut de recherche des Nations unies pour le développement social (UNRISD). Razavi a fait l'éloge des réformes micro-économiques proposées par le Rapport sur le développement dans le monde 2012 pour lutter contre l'inégalité économique entre les sexes, mais a critiqué le rapport pour ne pas avoir abordé la manière dont les politiques macroéconomiques désavantagent les femmes, qui constituent la majorité des petits exploitants. En tant que contributeur invité, Razavi a présenté une analyse sociologique et économique du rôle de gardien des femmes dans le journal de l'Institut national de recherche sur la population et la sécurité sociale au Japon. Cela a permis d'évaluer et d'approfondir la discussion sur le programme d'aide sociale Care Diamond centré sur la famille que le gouvernement japonais met en place dans les pays où la population âgée des baby-boomers est plus nombreuse et où le taux de natalité est en baisse. En 2012, Ravazi s'est rendue au Centre interdisciplinaire d'études de genre (ICGS) de l'Université de Berne en tant que professeur invité pour travailler également avec Brigitte Schnegg, historienne féministe suisse et fondatrice du centre.

## Postes au sein des Nations unies
En juin 2013, Razavi a été nommé chef de la recherche et des données à ONU Femmes. ONU Femmes et son rapport phare, Le progrès des femmes du monde 2019-2020 : Families in a Changing World a été publié sous la direction de Razavi qui correspond aux objectifs de l'ONU des ODD pour les questions économiques, du travail et des femmes. La discussion sur les rôles des femmes dans la famille a été élargie à d'autres points focaux ainsi qu'à la migration internationale, soulignant le succès du gouvernement indonésien qui a élaboré une législature en 2017, répondant aux besoins des citoyennes travaillant en dehors de la nation, soit environ 4,5 millions de travailleurs (2016) qui bénéficieraient de programmes de sécurité sociale et de l'égalité des sexes, ou pourraient demander des protections contre le trafic et la violence. La violence entre partenaires intimes a été discutée à la lumière des opportunités de travail pour le mari ou le chef de famille masculin, en particulier pour les migrants. Les recherches de Razavi ont également exploré des questions telles que le travail non rémunéré et le fardeau économique imposé aux femmes à l'échelle internationale, Le débat sur les ODD se poursuivrait dans l'article de Ravazi dans Global Policy.
Razavi fait partie des comités éditoriaux/conseils des revues suivantes : Feminist Economics (rédacteurs associés), Global Social Policy (conseil consultatif international et Journal of Peasant Studies (conseil consultatif international).

## Publications
- Razavi, Shahra (2019). "Indicators as Substitute for Policy Contestation and Accountability? Some Reflections on the 2030 Agenda from the Perspective of Gender Equality and Women's Rights"[12]. Global Policy. 10 (S1): 149–152. DOI 10.1111/1758-5899.12633.  (ISSN 1758-5899). Towards achieving SDGs.
- Shahra Razavi and Silke Staab, ed. (2012). Global Variations in the Political and Social Economy of Care: Worlds Apart[16]. Routledge.  (ISBN 978-0-415-52250-2).
- Razavi, Shahra; Jenichen, Anne (2010). "The Unhappy Marriage of Religion and Politics: problems and pitfalls for gender equality"[17]. Third World Quarterly. 31 (6): 833–850. DOI 10.1080/01436597.2010.502700. JSTOR:27896584. PMID 20857564.
- Shahra Razavi, ed. (2009). The Gendered Impacts of Liberalization: Towards "Embedded Liberalism"[18]? Routledge.  (ISBN 978-1-135-91120-1).
- Molyneux, Maxine; Razavi, Shahra (2006). Institut de recherche des Nations unies pour le développement social (ed.). Beijing Plus 10 : an ambivalent record on gender justice. Occasional paper - UNRISD (in English, French, and Spanish). Geneva: United Nations Research Institute for Social Development. (OCLC 493131120). (ISBN 9290850698 et 9789290850694). The Beijing Plus 10 Review Process.
- Maxine Molyneux and Shahra Razavi, ed. (2002). Gender Justice, Development, and Rights[19]. Oxford University Press.  (ISBN 978-0-19-925645-7).
- Molyneux, Maxine; Razavi, Shahra; Danloy, Caroline (2000). Instituto De Investigaciones De Las Naciones Unidas Para El Desarrollo Social. Workshop (ed.). "Gender justice, development and rights : substantiating rights in a disabling environment : report of the UNRISD Workshop, New York, 3 June 2000". Conference News. Geneva: UNRISD. A part of the UNRISD's contribution to the Beijing Plus 5 Review Process.
- Miller, Carol; Razavi, Shahrashoub (1998). Missionaries and mandarins: feminist engagement with development institutions[20]. Intermediate Technology Publications in association with the United Nations Research Institute for Social Development.  (ISBN 978-1-85339-434-8).